# Себастьєн Дельфер'єр
Себастьєн Дельфер'єр (нід. Sébastien Delferière, нар. 2 липня 1981, Ено, Бельгія) — бельгійський футбольний арбітр. Арбітр ФІФА з 2010 року.

## Кар'єра
Судить матчі Ліги Жупіле, Першої ліги Бельгії та Кубка Бельгії.
Обслуговує матчі Ліги чемпіонів УЄФА та Ліги Європи УЄФА. 
З 15 листопада 2011 судить матчі між національними збірними.

## Матчі національних збірних
| Дата              | Збірні                        | Рахунок | Турнір               | ЖК | YK · YK · RK | RK |
| ----------------- | ----------------------------- | ------- | -------------------- | -- | ------------ | -- |
| 15 листопада 2011 | Люксембург – Швейцарія        | 0 – 1   | Товариський матч     | 0  | 0            | 0  |
| 27 травня 2012    | Франція – Ісландія            | 3 – 2   | Товариський матч     | 4  | 0            | 0  |
| 2 червня 2012     | Польща – Андорра              | 4 – 0   | Товариський матч     | 5  | 0            | 2  |
| 6 лютого 2013     | Ірландія – Польща             | 2 – 0   | Товариський матч     | 4  | 0            | 0  |
| 16 листопада 2013 | Уельс – Фінляндія             | 1 – 1   | Товариський матч     | 2  | 0            | 0  |
| 8 вересня 2014    | Росія – Ліхтенштейн           | 4 – 0   | Кваліфікація ЧЄ 2016 | 2  | 0            | 1  |
| 12 жовтня 2014    | Україна – Північна Македонія  | 1 – 0   | Кваліфікація ЧЄ 2016 | 9  | 0            | 0  |
| 5 червня 2014     | Шотландія – Катар             | 1 – 0   | Товариський матч     | 2  | 0            | 0  |
| 8 вересня 2015    | Молдова – Чорногорія          | 0 – 2   | Кваліфікація ЧЄ 2016 | 7  | 0            | 0  |
| 9 жовтня 2015     | Іспанія – Люксембург          | 4 – 0   | Кваліфікація ЧЄ 2016 | 7  | 0            | 0  |
| 4 вересня 2016    | Сан-Марино – Азербайджан      | 0 – 1   | Кваліфікація ЧС 2018 | 2  | 0            | 1  |
| 13 листопада 2016 | Швейцарія – Фарерські острови | 2 – 0   | Кваліфікація ЧС 2018 | 4  | 0            | 0  |